# Rochford
Pour les articles homonymes, voir Rochford (homonymie).
Rochford est une ville de l'Essex, chef-lieu du district de Rochford, en Angleterre.

## Histoire
Autrefois un Comté, on peut voir dans le château de Brodick, un portrait par Thomas Gainsborough, datant de 1778 environ, représentant Richard Savage Nassau de Zuylestein (1723–1780), second fils du 3ème comte de Rochford.

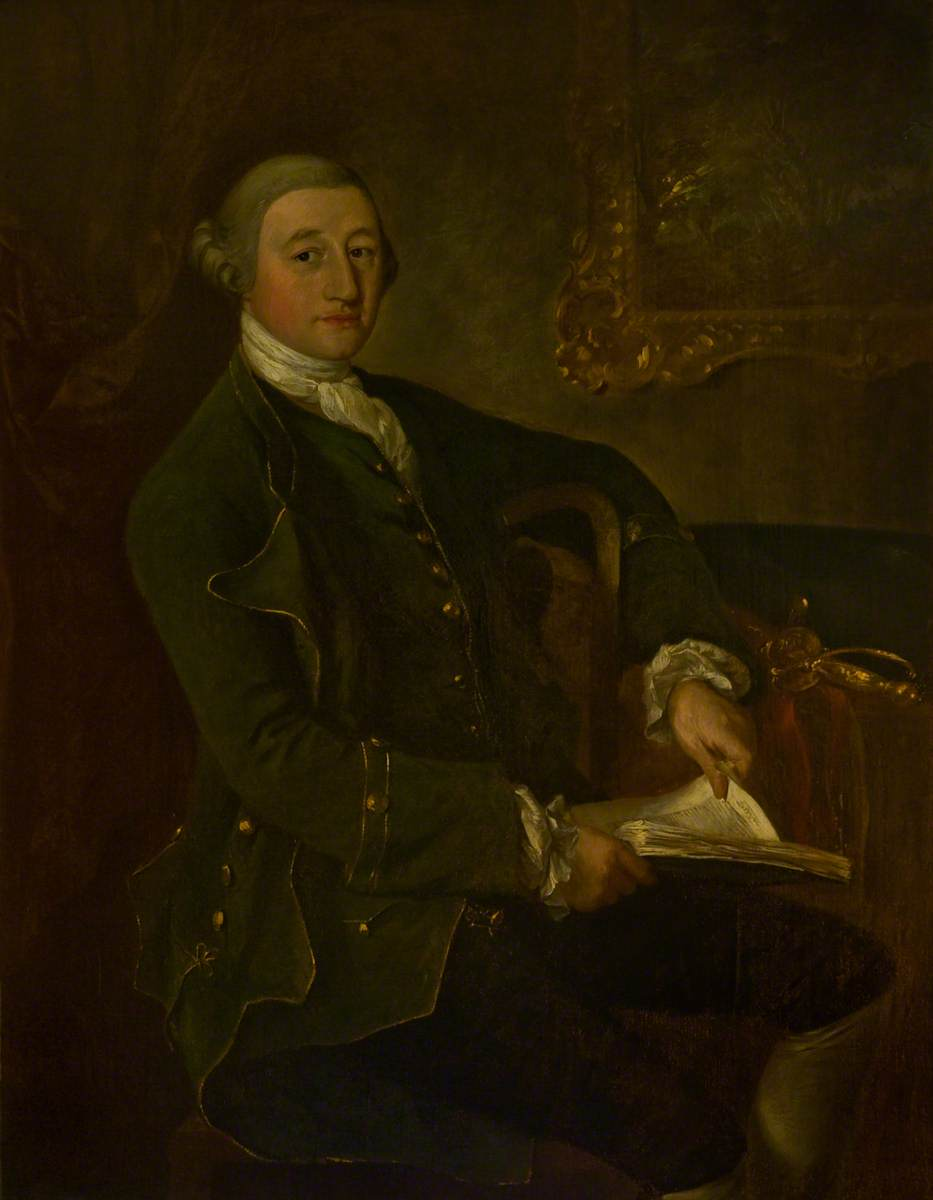
Richard Savage Nassau de Zuylestein